# 29
Aquesta pàgina és per a l'any. Per al nombre, vegeu vint-i-nou.

## Esdeveniments
- Conquesta de Sofia per part dels romans
- Agripina I és exiliat a l'illa de Ventotene (i els seus fills tret de Calígula) són empresonats

## Necrològiques
- Lívia Drusil·la, muller d'August i mare de Tiberi